# Jair Rodrigues
Jair Rodrigues de Oliveira (Igarapava, 6 de fevereiro de 1939 — Cotia, 8 de maio de 2014) foi um cantor brasileiro.
É considerado por muitos, o primeiro rapper brasileiro. Ele conseguiu o status de precursor do gênero por ter lançado, ainda nos anos 1960, o samba "Deixa isso pra lá". Com versos mais declamados (ou falados) do que cantados, a música se tornou um de seus principais sucessos. A faixa ganhou popularidade também graças à sua coreografia com as mãos.

## Biografia

### Primeiros anos
Nascido em Igarapava, o cantor foi criado no município de Nova Europa, também interior paulista. Durante a juventude, teve várias profissões, entre as quais engraxate, mecânico e pedreiro, até participar de um programa de calouros da Rádio Cultura e se classificar em primeiro lugar.

### Carreira
A carreira musical de Jair Rodrigues começou quando ele se tornou crooner no meio da década de 1950 na cidade de São Carlos, lá chegando em 1954 e participando da noite são-carlense, que era intensa na época, também com participações na Rádio São Carlos como calouro e com apresentações, vivendo intensamente nessa cidade até o fim da década.

Em 1958, Jair Rodrigues prestou o serviço militar no Tiro de Guerra de São Carlos, como Soldado Atirador nº 134, que na época era denominado TG 02-043.

Elis Regina e Jair Rodrigues, anos 1960.

No início da década de 60, ele foi tentar o sucesso na capital do estado e acabou por participar de programas de calouros na televisão. Com o lançamento do primeiro LP, O samba como ele é, em 1964, fez algum sucesso com o samba O morro não tem vez, de Tom Jobim e Vinicius de Moraes. Porém, foi cantando em boates, o samba Deixa isso pra lá, de Alberto Paz e Edson Menezes, que ele conseguiu um grande sucesso e gravou o seu segundo LP, Vou de Samba com Você, ainda em 1964. Em 1965, Elis Regina e Jair Rodrigues fizeram muito sucesso com sua parceria em O Fino da Bossa, programa da TV Record.
Em 1966, o cantor participou e venceu o II Festival da Música Popular Brasileira, de 1966, com a canção Disparada, de Geraldo Vandré e Théo de Barros, empatando com a música A Banda, de Chico Buarque. Conhecido por cantar sambas, Jair surpreendeu o público com uma linda interpretação da canção Disparada. A partir daquele momento, sua carreira decolou e seu talento assegurou décadas de sucesso ao cantor. Nesse período, o artista realizou turnês por Europa, Estados Unidos e Japão.
Em 1971, gravou o samba-enredo Festa para um Rei Negro, da Acadêmicos do Salgueiro, do Rio de Janeiro. Jair interpretou ainda sucessos sertanejos como O Menino da Porteira, Boi da Cara Preta e Majestade o Sabiá. Nas décadas seguintes, sua produção diminuiu de volume. Entretanto, Jair Rodrigues continuaria conhecido por sua grande energia e sua alegria contagiante.

### Morte

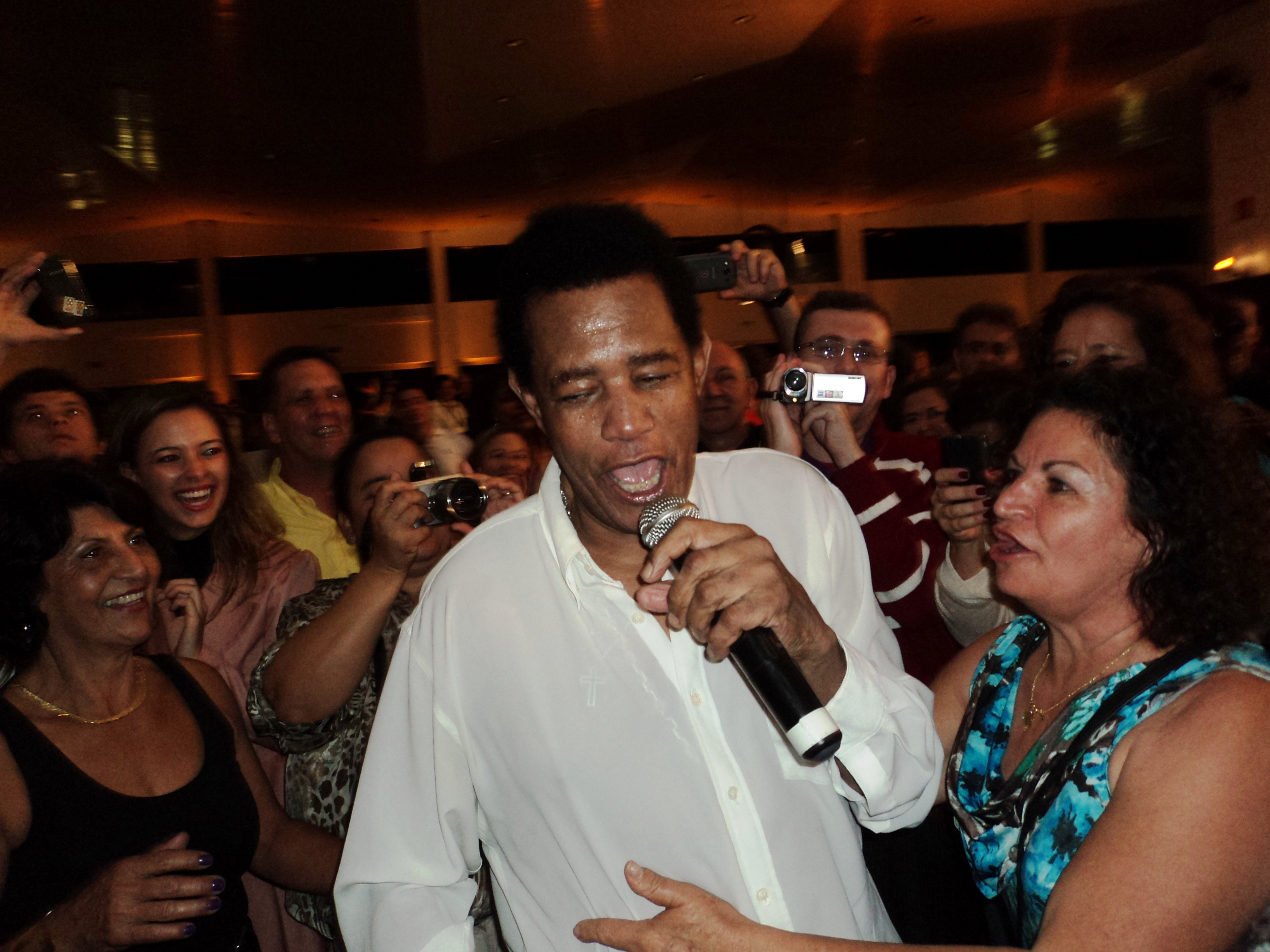
Jair Rodrigues durante uma de suas últimas apresentações, em junho de 2013, em Franca SP.

Jair Rodrigues morreu repentinamente no dia 8 de maio de 2014 na sauna de sua casa, em Cotia, na Grande São Paulo em decorrência de um infarto agudo do miocárdio. O cantor era casado com Claudine Mello, com quem teve os filhos Jair Oliveira e Luciana Mello, ambos cantores. O corpo do cantor foi sepultado no dia 9 de maio de 2014 no Cemitério Gethsêmani em São Paulo.

## Discografia
- O samba como ele é (1963)
- Vou de samba com você (1964)
- Dois na Bossa - Elis Regina e Jair Rodrigues (1965)
- O sorriso do Jair (1966)
- Dois na Bossa nº 2 - Elis Regina & Jair Rodrigues (1966)
- Dois na Bossa nº 3 - Elis Regina & Jair Rodrigues (1967)
- Jair (1967)
- Jair (1968)
- Menino rei da alegria (1968)
- Jair de todos os sambas (1969)
- Jair de todos os sambas nº 2 (1969)
- Talento e bossa de Jair Rodrigues (1970)
- É isso aí (1971)
- Festa para um rei negro (1971)
- Com a corda toda (1972)
- Orgulho de um sambista (1973)
- Abra um sorriso novamente (1974)
- Jair Rodrigues dez anos depois (1974)
- Ao vivo no Olympia de Paris (1975)
- Eu sou o samba (1975)
- Minha hora e vez (1976)
- Estou com o samba e não abro (1977)
- Pisei chão (1978)
- Antologia da seresta (1979)
- Couro comendo (1979)
- Estou lhe devendo um sorriso (1980)
- Antologia da seresta nº 2 (1981)
- Alegria de um povo (1981)
- Jair Rodrigues de Oliveira (1982)
- Carinhoso (1983)
- Luzes do prazer (1984)
- Jair Rodrigues (1985)
- Jair Rodrigues (1987)
- Jair Rodrigues (1989)
- Lamento sertanejo (1991)
- Viva meu samba (1994)
- Eu sou… Jair Rodrigues (1996)
- De todas as bossas (1998)
- 500 anos de folia-100% ao vivo (1999)
- 500 anos de folia vol. 2 (2000)
- Intérprete (2002)
- A nova bossa (2004)
- Alma negra (2005)
- Jair Rodrigues - Programa Ensaio - Brasil 1991 (CD e DVD) (2006)
- Festa Para Um Rei Negro (CD e DVD) (2009)
- Samba mesmo vol. 1 (2014)
- Samba mesmo vol. 2 (2014)